# Lawrence E. Spivak
Lawrence Edmund Spivak (Nueva York, 11 de junio de 1900-Washington D. C., 9 de marzo de 1994) fue un editor y periodista estadounidense, conocido sobre todo como cofundador, productor y presentador del prestigioso programa de asuntos públicos Meet the Press. Creó el programa junto a la periodista Martha Rountree como promoción para la revista de Spivak, The American Mercury, y acabó convirtiéndose en la serie de emisión continua más duradera en la historia de la televisión estadounidense. Durante sus 28 años como tertuliano y moderador de Meet the Press, se hizo conocido por sus incisivas entrevistas a los políticos.

## Biografía

### Primeros años
Spivak nació el 11 de junio de 1900, en la ciudad de Nueva York. En 1921 se graduó cum laude en la Universidad Harvard y comenzó su carrera en el mundo editorial como gerente de negocios para la revista Antiques. Se casó con la psicóloga Charlotte Beir Ring en 1924, con la que tuvo dos hijos. De 1930 a 1933 trabajó para las revistas Hunting and Fishing y National Sportsman, como director de circulación y asistente del editor.

### The American Mercury
En 1934 asumió el puesto de encargado de negocios para The American Mercury, una revista literaria que criticaba la escena pública estadounidense, editada por el periodista H. L. Mencken. Spivak compró la revista en 1939, de la que fue editor desde 1944 hasta 1950, cuando vendió la revista.
En 1937 fundó Mercury Publications, Inc., una editorial con títulos como Mercury Books, Mercury Mysteries, Bestseller Mysteries y Jonathan Press Mysteries. Spivak publicó ediciones de bolsillo asequibles en formato digest, a menudo abreviadas, de obras de autores como Margery Allingham, Agatha Christie, Erle Stanley Gardner, Dashiell Hammett, Ellery Queen, Georges Simenon, Rex Stout y Cornell Woolrich. Las publicaciones de Mercury también incluyeron revistas como Ellery Queen's Mystery Magazine, The Magazine of Fantasy & Science Fiction, The Book of Wit and Humor y Detective: The Magazine of True Crime Cases. Spivak vendió su participación en Mercury Publications en 1954.

### Meet the Press
En 1945 Spivak y la periodista Martha Rountree crearon y coprodujeron el programa semanal de asuntos públicos Meet the Press como promoción radiofónica para The American Mercury. En noviembre de 1947 la NBC inició una edición televisiva del programa, que se emitió hasta que la versión rediofónica cesó en 1950. Spivak compró la participación de Rountree en el programa en 1953.
Spivak vendió Meet the Press a la NBC en 1955, pero permaneció como moderador, productor y tertuliano. Se retiró el 9 de noviembre de 1975, después de una transmisión especial de una hora que contó con la presencia del presidente Gerald Ford y que conmemoró el 28.º aniversario de Meet the Press en televisión. Spivak siguió siendo consultor de la NBC hasta 1989, e hizo su última aparición en el programa en 1983.
«Todos recibieron el mismo trato», escribió Arthur Unger, del The Christian Science Monitor, sobre los presidentes y líderes mundiales entrevistados en el programa. «Tuvieron que enfrentarse al rostro feroz, las preguntas desafiantes, la independencia, la imparcialidad y, sobre todo, a la mala cara de un hombre con una misión implacable: presentar una información rigurosa en boca de los individuos que son la noticia». Spivak se distinguió por su aspecto elegante, con un vestuario que generalmente incluía una pajarita y gafas gruesas.

### Últimos años
De 1985 a 1994 coprodujo programas de televisión de la PBS para el Southern Center for International Studies.
La oficina de Spivak estaba en el Sheraton-Park Hotel en Washington, D. C., que también era su hogar. Enviudó en 1983. Falleció de insuficiencia cardíaca congestiva en el Sibley Memorial Hospital de Washington el 9 de marzo de 1994, con 93 años edad.